# Guntamatic Heiztechnik

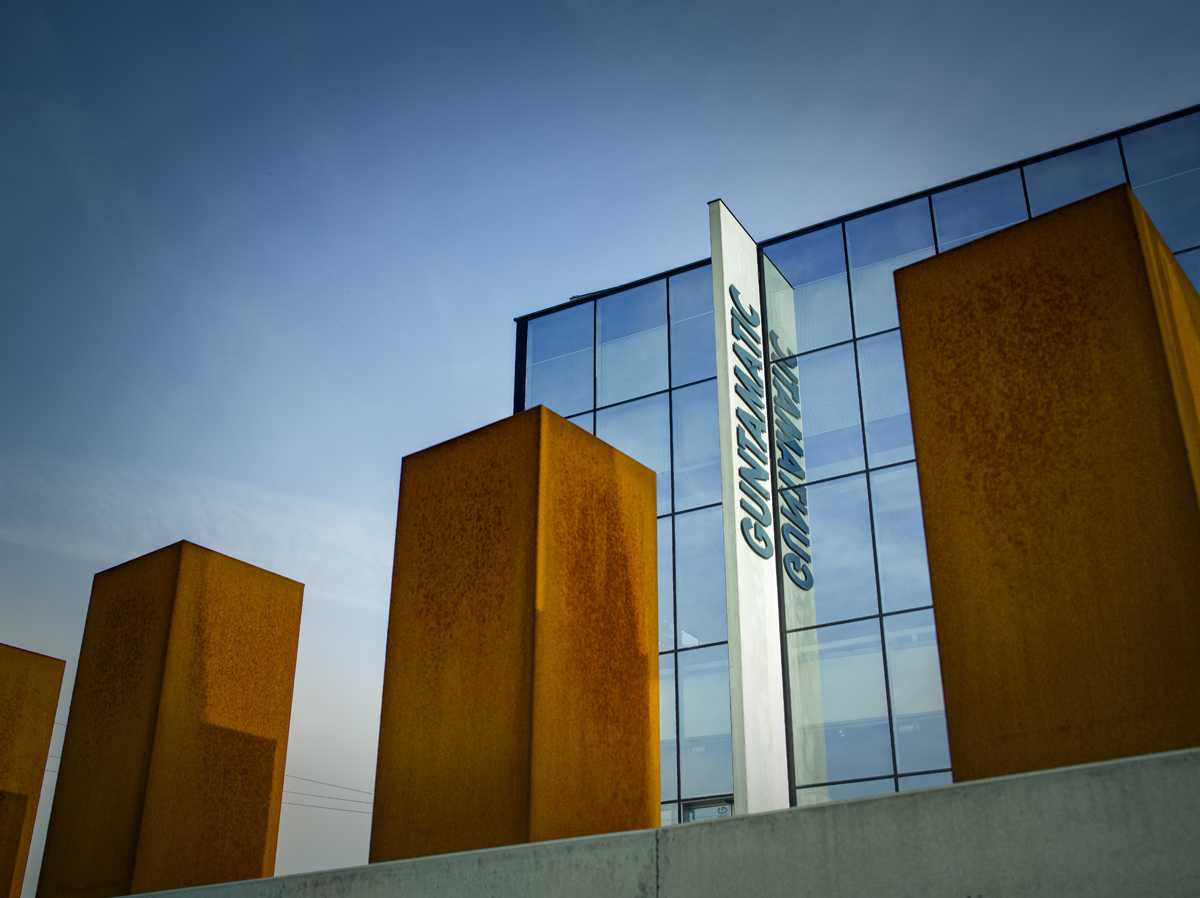
Guntamatic Werk Peuerbach

Die Guntamatic Heiztechnik GmbH mit Sitz im oberösterreichischen Peuerbach ist ein Hersteller von  Holz-, Biomasse- und Hybridheizungen.

## Unternehmensprofil
Das Unternehmen befindet sich seit der Firmengründung im Jahr 1963 in Besitz der Familie Fischer. Die Produktion erfolgt ausschließlich am Standort Peuerbach.
Die Produkte werden europaweit durch über 120 Vertriebs- und Servicestützpunkte in 26 Ländern vertrieben (Stand 2020). Die Exportquote betrug im Jahr 2011 über 70 %.
27 % der in Europa abgesetzten Biomasseheizkessel stammen aus Oberösterreich, Guntamatic hat daran einen führenden Anteil. Seit dem Jahr 2020 ist das Unternehmen ein CO2-neutraler Betrieb. Der gesamte Betrieb wird durch ein Biomasseheizwerk beheizt und der benötigte Strom wird über eine eigene 16.000 m² große Photovoltaikanlage auf dem Firmendach erzeugt.

## Geschichte
Das Unternehmen wurde 1963 von Georg und Eugen Fischer am Standort Peuerbach gegründet und befindet sich seither in Familienbesitz. Im Jahr 1968 wurde der erste Scheitholzkessel mit unterem Abbrand entwickelt. Zum Bau der ersten Hackschnitzelheizung kam es  im Jahr 1985. 1998 wurde das Produktprogramm durch Niedertemperatur-Pelletheizungen erweitert. Die weltweit erste serienmäßig hergestellte Energiekorn-Heizanlage wurde im Jahr 2004 präsentiert, 2009 entwickelte man das weltweit erste serienmäßig hergestellte Pellet-Wandgerät. 2013 wurden die Industrieanlagen entwickelt, 2016 kamen die ersten Hybridanlagen auf den Markt und 2019 wurde die erste Wohnraumkamin-Hybrid-Wärmepumpe entwickelt.
Am Unternehmensstandort in Peuerbach wurde im Jahr 2018 ein neues Kompetenz- und Schulungszentrum eröffnet. Ein weiterer Ausbau der Produktionskapazitäten aufgrund des Wechsels von fossilen auf CO2-neutrale Heizsysteme wurde im Jahr 2022 durch die Erweiterung des bestehenden Werks um mehr als 10.000 m² durchgeführt.

## Produkte
- Pelletheizungen
- Scheitholzheizungen
- Hybridheizungen
- Hackschnitzelheizungen
- Pflanzen- und Miscanthusheizungen
- Großanlagen
- Wohnraumkamin-Hybrid-Wärmepumpe Evolution
- Pufferspeicher und Warmwasserspeicher

## Auszeichnungen und Preise
- 1999: Österreichischer Innovationspreis (BMLFUWi) für die weltweit erste Niedertemperatur [./T3://page%3Fuid=80 PELLETHEIZANLAGE „BIOSTAR“]
- 2002: Innovationsmedaille des Kuratoriums für Wald und Forsttechnik[9]
- 2002: Oberösterreichischer Innovationspreis für den Edelstahl – [./T3://page%3Fuid=83 STÜCKHOLZVERGASER „BMK“] mit autom. Zündung
- 2002: Bayrischer KWF Preis für den besonders emissionsarmen „BMK“ Stückholzvergaser
- 2003: Energy Globe für [./T3://page%3Fuid=2 GUNTAMATIC HOLZVERGASERTECHNIK]
- 2005: Oberösterreichischer Landespreis für Innovation[10]
- 2005: Österreichischer Innovationspreis (BMLFUWi) für Guntamatic Treppenrost – Feuerungen „PC (PCH, BC)“
- 2005: Französischer Innovationspreis für besonders saubere und umweltschonende [./T3://page%3Fuid=18 PELLETTECHNOLOGIE „BIOSTAR“]
- 2009: Tschechischer Innovationspreis für die extrem modulierende und damit besonders sparsame Pelletheizung „Biostar“
- 2009: Französischer Innovationspreis für das weltweit erste Pellet [./T3://page%3Fuid=81 WANDGERÄT „THERM“][11]
- 2009: Das wertvollste Exponat Messe Prag[12]
- 2010: Innovationsmedaille des Kuratoriums für Wald und Forsttechnik[9]
- 2010: Innovationsmedaille des Kuratoriums für Wald und Forsttechnik 2002[9]
- 2010: Innovationspreis Ö/OÖ im Zuge der größten Messe für erneuerbare Energien Wels (P[./T3://page%3Fuid=81 ELLET WANDGERÄT „THERM“])
- 2012: Construma Award (Ungarn)[13]
- 2014: OÖ und österreichischer Innovationspreis für die Erfindung der Modulblock – [./T3://page%3Fuid=663 GROSSANLAGENTECHNIK „PRO“](250 kW bis 5,5 MW)
- 2016: Energie Genie (Innovationspreis des ÖSTERREICHISCHEN BM für Land- und Forstwirtschaft, Umwelt und WasserWIRTSCHAFT und des Landes OÖ) für die WeltneuHEIT „Hybrid“ (zukunftsweisende Pellet-Wärmepumpe)
- 2017: Stückholz-Hybrid-Wärmepumpe
- 2019: Österreichischer innovationspreis Energiegenie für die weltneuheit [./T3://page%3Fuid=600 „EVOLUTION - WOHNRAUM-HYBRIDSYSTEM“]
- 2022: Österreichischer Innovationspreis EnergieGenie für „no flame“
- 2023: Österreichischer Innovationspreis EnergieGenie für „Powerchip Biochar Pflanzenkohleheizung“